# جوليا دين
جوليا دين (بالإنجليزية: Julia Dean)‏ هي ممثلة أمريكية، ولدت في 13 مايو 1878 في الولايات المتحدة، وتوفيت في 17 أكتوبر 1952 بهوليوود في الولايات المتحدة بسبب مرض.

## وصلات خارجية
- جوليا دين على موقع IMDb (الإنجليزية)
- جوليا دين على موقع قاعدة بيانات برودواي على الإنترنت (الإنجليزية)
- جوليا دين على موقع قاعدة بيانات الأفلام السويدية (السويدية)
- جوليا دين على موقع قاعدة بيانات الفيلم (الإنجليزية)
- جوليا دين على موقع كينوبويسك (الروسية)